# Jezičnjača
Jezičnjača (grozdičnica, ligularija, lat. Ligularia) je veliki biljni rod glavočika cjevnjača s preko 150 vrsta trajnica U Hrvatskoj raste kritično ugrožena sibirska jezičnjača (Ligularia sibirica), poznata i kao zlatna jezičnica.

## Ime
Ime roda dolazi od umanjenica je latinske riječi lingua, u značenju jezik.

## Opis
Ligularia Cass. (Asteraceae, Senecioneae), s približno 130 priznatih vrsta, uglavnom je rasprostranjena u istočnoj Aziji (Liu 1989; Liu et al. 1994; Liu i Illarionova 2011; Ren et al. 2020). Središte raznolikosti vrsta roda nalazi se u istočnoj Himalaji i regiji planina Hengduan u jugozapadnoj Kini (Liu et al. 1994, 2006; Liu i Illarionova 2011). U posljednjem desetljeću mnoge taksonomske revizije na određenoj razini kontinuirano su se provodile u rodu (Fei et al. 2019; Lazkov i Sennikov 2019; Guo i Wang 2022; i tamo citiranu literaturu).
Ligularia ima bazalnu rozetu velikih bubrežastih, srcolikih ili trokutastih, često nazubljenih listova i listova stabljike koji se smanjuju u veličini i broju kako se penju uz stabljiku. Imaju žute do narančaste cvjetove poput tratinčice koji se drže na uskim klasovima, na dugim klasovima u obliku stošca ili u grozdovima s ravnim vrhom. Plodovi ligularije su valjkaste, obično bezdlačice. Ligularias mogu biti velike biljke koje narastu više od 6 stopa (180 cm).

## Vrste
1. Ligularia achyrotricha (Diels) Y. Ling
2. Ligularia afghanica Pojark.
3. Ligularia alatipes Hand.-Mazz.
4. Ligularia alpigena Pojark.
5. Ligularia altaica DC.
6. Ligularia alticola Vorosch.
7. Ligularia amplexicaulis (Wall.) DC.
8. Ligularia angusta (Nakai) Kitam.
9. Ligularia anoleuca Hand.-Mazz.
10. Ligularia atkinsonii (C. B. Clarke) S. W. Liu
11. Ligularia atroviolacea (Franch.) Hand.-Mazz.
12. Ligularia biceps Kitag.
13. Ligularia botryodes (C. Winkl.) Hand.-Mazz.
14. Ligularia brassicoides Hand.-Mazz.
15. Ligularia caloxantha (Diels) Hand.-Mazz.
16. Ligularia calthifolia Maxim.
17. Ligularia carpatica (Schott, Nyman & Kotschy) Pojark.
18. Ligularia chalybea S. W. Liu
19. Ligularia changiana S. W. Liu ex Y. L. Chen & Z. Yu Li
20. Ligularia chekiangensis Kitam.
21. Ligularia chimiliensis C. C. Chang
22. Ligularia confertiflora C. C. Chang
23. Ligularia cremanthodioides Hand.-Mazz.
24. Ligularia cuneata S. W. Liu & T. N. Ho
25. Ligularia curvisquama Hand.-Mazz.
26. Ligularia cyathiceps Hand.-Mazz.
27. Ligularia cymbulifera (W. W. Sm.) Hand.-Mazz.
28. Ligularia cymosa (Hand.-Mazz.) S. W. Liu
29. Ligularia dalaolingensis W. Q. Fei & L. Wang
30. Ligularia dentata (A. Gray) H. Hara
31. Ligularia dictyoneura (Franch.) Hand.-Mazz.
32. Ligularia discoidea S. W. Liu
33. Ligularia dolichobotrys Diels
34. Ligularia duciformis (C. Winkl.) Hand.-Mazz.
35. Ligularia dux (C. B. Clarke) Y. Ling
36. Ligularia eriocaulis M. Zhang & L. S. Xu
37. Ligularia euryphylla (C. Winkl.) Hand.-Mazz.
38. Ligularia fangiana Hand.-Mazz.
39. Ligularia fargesii (Franch.) Diels
40. Ligularia fauriei (Franch.) Koidz.
41. Ligularia fischeri (Ledeb.) Turcz.
42. Ligularia franchetiana (H. Lév.) Hand.-Mazz.
43. Ligularia ghatsukupa Kitam.
44. Ligularia glauca (L.) O. Hoffm.
45. Ligularia hamiica C. H. An
46. Ligularia heterophylla Rupr.
47. Ligularia hodgsonii Hook.
48. Ligularia hookeri (C. B. Clarke) Hand.-Mazz.
49. Ligularia hopeiensis Nakai
50. Ligularia ianthochaeta C. C. Chang
51. Ligularia intermedia Nakai
52. Ligularia jacquemontiana (DC.) M. A. Rau
53. Ligularia jaluensis Kom.
54. Ligularia jamesii (Hemsl.) Kom.
55. Ligularia japonica (Thunb.) Less.
56. Ligularia jiajinshanensis Y. S. Chen
57. Ligularia kaialpina Kitam.
58. Ligularia kanaitzensis (Franch.) Hand.-Mazz.
59. Ligularia kangtingensis S. W. Liu
60. Ligularia kingiana (W. W. Sm.) R. Mathur
61. Ligularia knorringiana Pojark.
62. Ligularia kojimae Kitam.
63. Ligularia kongkalingensis Hand.-Mazz.
64. Ligularia kunlunshanica C. H. An
65. Ligularia lamarum (Diels ex H. Limpr.) C. C. Chang
66. Ligularia lancifera (J. R. Drumm.) R. C. Srivast. & C. Jeffrey
67. Ligularia lanipes (Vorosch.) Vyschin
68. Ligularia lankongensis (Franch.) Hand.-Mazz.
69. Ligularia lapathifolia (Franch.) Hand.-Mazz.
70. Ligularia latihastata (W. W. Sm.) Hand.-Mazz.
71. Ligularia latiligulata (R. D. Good) Spring.
72. Ligularia latipes S. W. Liu
73. Ligularia leveillei (Vaniot) Hand.-Mazz.
74. Ligularia lhunzensis Y. S. Chen
75. Ligularia liatroides (C. Winkl.) Hand.-Mazz.
76. Ligularia lidjiangensis Hand.-Mazz.
77. Ligularia limprichtii (Diels) Hand.-Mazz.
78. Ligularia lingiana S. W. Liu
79. Ligularia longifolia Hand.-Mazz.
80. Ligularia longihastata Hand.-Mazz.
81. Ligularia lushuiensis Long Wang
82. Ligularia macrodonta Y. Ling
83. Ligularia macrophylla (Ledeb.) DC.
84. Ligularia melanocephala (Franch.) Hand.-Mazz.
85. Ligularia melanothyrsa Hand.-Mazz.
86. Ligularia microcardia Hand.-Mazz.
87. Ligularia microcephala (Hand.-Mazz.) Hand.-Mazz.
88. Ligularia mongolica (Turcz.) DC.
89. Ligularia monocephala Long Wang
90. Ligularia mortonii (C. B. Clarke) Hand.-Mazz.
91. Ligularia muliensis Hand.-Mazz.
92. Ligularia myriocephala Y. Ling
93. Ligularia nanchuanica S. W. Liu
94. Ligularia nelumbifolia (Bureau & Franch.) Hand.-Mazz.
95. Ligularia nyingchiensis S. W. Liu
96. Ligularia odontomanes Hand.-Mazz.
97. Ligularia oligonema Hand.-Mazz.
98. Ligularia pachycarpa (C. B. Clarke ex Hook. fil.) Kitam.
99. Ligularia paradoxa Hand.-Mazz.
100. Ligularia parvifolia C. C. Chang
101. Ligularia pavlovii (Lipsch.) Cretz.
102. Ligularia petiolaris Hand.-Mazz.
103. Ligularia philanthrax Lazkov & Sennikov
104. Ligularia phoenicochaeta (Franch.) Hand.-Mazz.
105. Ligularia phyllocolea Hand.-Mazz.
106. Ligularia platyglossa (Franch.) Hand.-Mazz.
107. Ligularia pleurocaulis (Franch.) Hand.-Mazz.
108. Ligularia potaninii (C. Winkl.) Y. Ling
109. Ligularia przewalskii (Maxim.) Diels
110. Ligularia pseudolamarum L. Wang & X. Qiang Guo
111. Ligularia pterodonta C. C. Chang
112. Ligularia pubifolia S. W. Liu
113. Ligularia purdomii (Turrill) Chitt.
114. Ligularia pyrifolia S. W. Liu
115. Ligularia qiaojiaensis Y. S. Chen & H. J. Dong
116. Ligularia retusa DC.
117. Ligularia rockiana Hand.-Mazz.
118. Ligularia ruficoma (Franch.) Hand.-Mazz.
119. Ligularia rumicifolia (J. R. Drumm.) S. W. Liu
120. Ligularia sachalinensis Nakai
121. Ligularia sagitta (Maxim.) Mattf. ex Rehder & Kobuski
122. Ligularia schmidtii (Maxim.) Makino
123. Ligularia secunda Y. S. Chen
124. Ligularia sibirica (L.) Cass.
125. Ligularia sichotensis Pojark.
126. Ligularia stenocephala (Maxim.) Matsum. & Koidz.
127. Ligularia stenoglossa (Franch.) Hand.-Mazz.
128. Ligularia subsagittata Pojark.
129. Ligularia subspicata (Bureau & Franch.) Hand.-Mazz.
130. Ligularia talassica Pojark.
131. Ligularia tangutorum Pojark.
132. Ligularia tenuicaulis C. C. Chang
133. Ligularia tenuipes (Franch.) Diels
134. Ligularia tongkyukensis Hand.-Mazz.
135. Ligularia tongolensis (Franch.) Hand.-Mazz.
136. Ligularia transversifolia Hand.-Mazz.
137. Ligularia trichocephala Pojark.
138. Ligularia tsangchanensis (Franch.) Hand.-Mazz.
139. Ligularia tulupanica C. H. An
140. Ligularia veitchiana (Hemsl.) Greenm.
141. Ligularia vellerea (Franch.) Hand.-Mazz.
142. Ligularia virgaurea (Maxim.) Mattf. ex Rehder & Kobuski
143. Ligularia vorobievii Vorosch.
144. Ligularia wilsoniana (Hemsl.) Greenm.
145. Ligularia xanthotricha (Grüning) Y. Ling
146. Ligularia xinjiangensis C. Y. Yang & S. L. Keng
147. Ligularia yunnanensis (Franch.) C. C. Chang
148. Ligularia zhengyiana X. W. Li, Q. Luo & Q. L. Gan
149. Ligularia zhouquensis W. D. Peng & Z. X. Peng
150. Ligularia × maoniushanensis X. Gong & Y. Z. Pan
151. Ligularia × yoshizoeana (Kitam.) Kitam.